# Station Vernet-d'Ariège
Station Vernet-d'Ariège is een spoorwegstation in de Franse gemeente Le Vernet.